# Katalánský systém
Katalánský systém (ECO E00-E09) je šachové zahájení zavřených her charakterizované tahy
1. d4 Jf6 2. c4 e6 3. g3
Bílý fianchettuje střelce a získává pevnou pozici. Hlavní odpovědí černého je 3... d5 a toto postavení nese také název Katalánský Dámský gambit, protože vzniká i z Dámského gambitu po tazích 1. d4 d5 2. c4 e6 3. g3 (nebo 3. Jf3 Jf6 4. g3)
Mimo 3... d5 může černý pokračovat i vedlejší variantou 3... Sb4+ po níž může bílý později přejít do Bogoljubovy indické obrany.
Přechodem do jiných zahájení je pak pokračování 3... c5 které vede po 4. d5 do Benoni a po 4. Jf3 do Anglické hry, hraje-li ale černý 4... d5 nebo 4... cxd4 5. Jxd4 d5, tak hra se opět do katalánských vod navrací.

## Historie
Svůj název toto zahájení získalo na základě turnaje v Barceloně, hlavním městě Katalánska, kde na podzim 1929 představil Savielly Tartakower pokračování 2. g3 po 1. d4 a sehrál pak 3 partie na toto téma. V roce 1937 začali už toto zahájení ve dnes známém pořadí tahů hrát sovětští velmistři a několik měsíců na to ho dvakrát použil v zápase o mistra světa Alexandr Aljechin proti Euwemu a zahájení si začalo získávat více přívrženců. Později Katalánský systém obohatili mnohými vylepšeními Keres a Smyslov. V dnešní době se občas vyskytuje i v partiích absolutní světové špičky. Hrávají ho Vladimir Kramnik a Boris Gelfand.

## Strategie
Katalánský systém se řadí mezi velmi solidní pokračování vhodné pro pozičně hrající hráče. Bílý fianchettuje svého bělopolného střelce, což často působí černému potíže při vývinu jeho bělopolného střelce. Černý se rozhoduje mezi otevřenou variantou spočívající v braní na c4, po kterém se snaží o svobodnou hru, na což bílý často reaguje tlakem na sloupci c. Druhou možností černého je udržovat napětí v centru.

## Varianta se Sb4+
- 1. d4 Jf6 2. c4 e6 3. g3 Sb4+

Bílý má na výběr mezi 4. Jd2 a hlavním pokračováním 4. Sd2 hraje-li později bílý Jf3, tak hra přechází do Bogoljubovy indické například po 4... De7 5. Sg2 Jc6 6.Jf3. Bílý ale může i zvolit 6. e3 s dalším Je2.

## Zavřená katalánská se Sd6
1. d4 Jf6 2. c4 e6 3. g3 d5 4. Sg2 (4. Jf3 s dalším Sg2 vede k přehození tahů) 4... c6 5. Jf3 Jbd7 6. 0-0 (6. Dc2 Sd6 7. 0-0 je přehození tahů) 6... Sd6
a nyní se může bílý rozhodnout mezi 7. Dc2 0-0 kde má černý dobré šance na vyrovnání a mezi aktivním 7. Jc3 0-0 8. Jd2 se snahou prosadit e4 a využít postavení Sd6 s aktivní pozicí bílého

## Varianta se Sb4+
1. d4 Jf6 2. c4 e6 3. g3 d5 4. Sg2 Sb4+
5. Sd2 (možné je i 5. Jd2) Varianta přechází do zavřené varianty nebo do Bogoljubovy indické.

## Varianta s c5
1. d4 Jf6 2. c4 e6 3. g3 d5 4. Sg2 c5
5. cxd5 Jxd5 (5... exd5 vede do Tarraschovy obrany dámského gambitu) 6. Jf3 Jc6 7.0-0
5. Jf3 cxd4 (5... Jc6 6. 0-0) 6. 0-0 Jc6 7. Jxd4 je pozice bílého nadějnější, 6... dxc4 přechází do otevřené varianty;
6. Jxd4 se na tomto místě vyskytuje vzácně a přešlo by do varianty, která vzniká často po pořadí tahů 1. d4 Jf6 2. c4 e6 3. Jf3 c5 4. g3 cxd4 5. Jxd4 d5 6. Sg2 6... e5 7. Jf3 d4 8. 0-0 Jc6 s protihrou černého

## Otevřená varianta
1. d4 Jf6 2. c4 e6 3. g3 d5 4. Sg2 dxc4

### varianta s 5. Da4+
1. d4 Jf6 2. c4 e6 3. g3 d5 4. Sg2 dxc4 5. Da4+
černý může reagovat
- 5... Sd7 6. Dxc4 Sc6 7. Jf3 Sd5 8. Dd3 Se4 9. Dd1 c5 s protihrou
- 5... Jbd7 6. Sg2 a6 7. Dxc4 b5 8. Dc6 Vb8 9. Sf4 Jd5 10. Sg5 Se7 11. Sxe7 Dxe7 též s protihrou černého

### varianta s Jf3
1. d4 Jf6 2. c4 e6 3. g3 d5 4. Sg2 dxc4 5. Jf3
výchozí pozice otevřené varianty; černý tu má na výběr několik pokračování
5... Se7 přechází do odložené otevřené varianty; 5... c6; 5... Sd7 6. Je5 Sc6 7. Jxc6 Jxc6 s kompenzací bílého za pěšce; 5... Jbd7 6. 0-0 (6. Da4 - 5. Da4+) 6... c5 - 5... c5
mezi tři nejčastější patří
- 5... Jc6 a bílý má na výběr mezi 6. 0-0 Vb8 s komplikovanou hrou nebo 6... a6 s přechodem do 5... a6 a mezi 6. Da4 Sb4+ (možné je i 6... Jd7) 7. Sd2 se složitou hrou
- 5... c5 6. 0-0 Jc6 (6... Jbd7 7. Ja3) a nyní volí bílý mezi 7. Da4 Sd7 8. Dxc4 b5! 8. Dd3 Vc8 s protihrou a mezi 7. Je5 Sd7 8. Ja3 cxd4 9. Jaxc4 s kompenzací za pěšce
- 5... a6 6. 0-0 a černý si může vybrat mezi 6... b5 7. Je5 Jd5 s kompenzací bílého za pěšce a mezi nejčastějším 6... Jc6 a bílý může reagovat 7. Jc3 nebo častějším 7. e3 s kompenzací za pěšce

### Odložená otevřená varianta
1. d4 Jf6 2. c4 e6 3. g3 d5 4. Sg2 Se7 5. Jf3 0-0 6. 0-0 dxc4
je populárním pokračováním 7. Je5 vede k vyrovnané hře po 7... Jc6!; hlavním pokračováním bílého je 7. Dc2 a6 na což se bílý může rozhodnout mezi
- 8. Dxc4 b5 9. Dc2 Sb7 s protihrou černého
- 8. a4 Sd7 (možné je i 8... Jc6 9. Dxc4 Dd5) 9. Dxc4 Sc6 a černý má figurovou protihru

## Zavřená varianta
1. d4 Jf6 2. c4 e6 3. g3 d5 4. Sg2 Se7 5. Jf3 0-0 6. 0-0 c6 7. Dc2 Jbd7
- 8. Jbd2 b6 9. e4 Sb7 10. e5 Je8 11. exd5 cxd5 a pozice černého je pevná; 9. b3 přechází do variant 8. b3
- 8. Sf4 (často vzniká ve variantách, kde černý vloží dříve Sb4+ a po Sd2 se vrací na Se7, když bílý pak hraje Sf4) 8... b6 9. Vd1 - 8. Vd1; 8... Jh5 9. Sc1 Jf6 (možné je i 9... f5) a opětovné 10. Sf4 by vedlo k opakování tahů
- 8. Vd1 Sb7 9. Sf4 (9. b3 - 8. b3) 9... Sb7 (9... Sa6) 10. Jc3 s pevnou pozicí černého
- 8. b3 b6 a bílý se může rozhodnout mezi 9. Sb2 Sb7 10. Jc3; černý může hrát i ambicióznější 9... Sa6 10. Jbd2 (10. Vd1 - 9. Vd1) 10... Vc8 11. e4 c5 s protihrou a mezi 9. Vd1 na což může černý pokračovat 9... Sb7 10. Jc3 Vc8 11. e4 c5 12. exd5 exd5 13. Sb2 nebo aktivnějším 9... Sa6 10. Jbd2 Vc8 11. e4 c5 12. exd5 exd5 13. Sb2 tato varianta je spojená s komplikovanou hrou[2]

## Přehled dleECO
- E00 1. d4 Jf6 2. c4 e6 3. g3
- E01 1. d4 Jf6 2. c4 e6 3. g3 d5
- E02 1. d4 Jf6 2. c4 e6 3. g3 d5 4. Sg2 dxc4
- E03 1. d4 Jf6 2. c4 e6 3. g3 d5 4. Sg2 dxc4 5. Da4+ Jbd7 6. Dxc4
- E04 1. d4 Jf6 2. c4 e6 3. g3 d5 4. Sg2 dxc4 5. Jf3
- E05 1. d4 Jf6 2. c4 e6 3. g3 d5 4. Sg2 dxc4 5. Jf3 Se7
- E06 1. d4 Jf6 2. c4 e6 3. g3 d5 4. Sg2 Se7
- E07 1. d4 Jf6 2. c4 e6 3. g3 d5 4. Sg2 Se7 5. Jf3 0-0 6. 0-0 Jbd7
- E08 1. d4 Jf6 2. c4 e6 3. g3 d5 4. Sg2 Se7 5. Jf3 0-0 6. 0-0 Jbd7 7. Dc2
- E09 1. d4 Jf6 2. c4 e6 3. g3 d5 4. Sg2 Se7 5. Jf3 0-0 6. 0-0 Jbd7 7. Dc2 c6 8. Jbd2